# Talamban
Talamban is een van de 80 barangays van de stad Cebu City in de provincie Cebu op het Filipijnse eiland Cebu.
Talamban is gelegen in het noordoosten van de stad. De barangay had tijdens de census van 2000 17.844 inwoners, verdeeld over 3649 huishoudens. Bij de census van 2007 was dit aantal gegroeid tot 24.888 inwoners.
In de barangay is de Talamban Campus van de University of San Carlos gevestigd.

## Bron
1. ↑  Persbericht van het National Statistics Office met de resultaten van de Census van 2007